# Pickaninny
Pickaninny – motyw szachowy czterech różnych odpowiedzi na cztery różne ruchy czarnego pionka. Dotyczy to zatem tylko pionków z siódmego rzędu, w dowolnej kolumnie z wyjątkiem a i h. Analogiczny motyw dla białego pionka to albino.

## Przykład
|   | a | b | c | d | e | f | g | h |   |
| 8 | g8 – Czarny król · c7 – Biały skoczek · f7 – Czarny pionek · g7 – Czarny pionek · g6 – Biały skoczek · h5 – Biały król · f1 – Biały hetman | g8 – Czarny król · c7 – Biały skoczek · f7 – Czarny pionek · g7 – Czarny pionek · g6 – Biały skoczek · h5 – Biały król · f1 – Biały hetman | g8 – Czarny król · c7 – Biały skoczek · f7 – Czarny pionek · g7 – Czarny pionek · g6 – Biały skoczek · h5 – Biały król · f1 – Biały hetman | g8 – Czarny król · c7 – Biały skoczek · f7 – Czarny pionek · g7 – Czarny pionek · g6 – Biały skoczek · h5 – Biały król · f1 – Biały hetman | g8 – Czarny król · c7 – Biały skoczek · f7 – Czarny pionek · g7 – Czarny pionek · g6 – Biały skoczek · h5 – Biały król · f1 – Biały hetman | g8 – Czarny król · c7 – Biały skoczek · f7 – Czarny pionek · g7 – Czarny pionek · g6 – Biały skoczek · h5 – Biały król · f1 – Biały hetman | g8 – Czarny król · c7 – Biały skoczek · f7 – Czarny pionek · g7 – Czarny pionek · g6 – Biały skoczek · h5 – Biały król · f1 – Biały hetman | g8 – Czarny król · c7 – Biały skoczek · f7 – Czarny pionek · g7 – Czarny pionek · g6 – Biały skoczek · h5 – Biały król · f1 – Biały hetman | 8 |
| 7 | g8 – Czarny król · c7 – Biały skoczek · f7 – Czarny pionek · g7 – Czarny pionek · g6 – Biały skoczek · h5 – Biały król · f1 – Biały hetman | g8 – Czarny król · c7 – Biały skoczek · f7 – Czarny pionek · g7 – Czarny pionek · g6 – Biały skoczek · h5 – Biały król · f1 – Biały hetman | g8 – Czarny król · c7 – Biały skoczek · f7 – Czarny pionek · g7 – Czarny pionek · g6 – Biały skoczek · h5 – Biały król · f1 – Biały hetman | g8 – Czarny król · c7 – Biały skoczek · f7 – Czarny pionek · g7 – Czarny pionek · g6 – Biały skoczek · h5 – Biały król · f1 – Biały hetman | g8 – Czarny król · c7 – Biały skoczek · f7 – Czarny pionek · g7 – Czarny pionek · g6 – Biały skoczek · h5 – Biały król · f1 – Biały hetman | g8 – Czarny król · c7 – Biały skoczek · f7 – Czarny pionek · g7 – Czarny pionek · g6 – Biały skoczek · h5 – Biały król · f1 – Biały hetman | g8 – Czarny król · c7 – Biały skoczek · f7 – Czarny pionek · g7 – Czarny pionek · g6 – Biały skoczek · h5 – Biały król · f1 – Biały hetman | g8 – Czarny król · c7 – Biały skoczek · f7 – Czarny pionek · g7 – Czarny pionek · g6 – Biały skoczek · h5 – Biały król · f1 – Biały hetman | 7 |
| 6 | g8 – Czarny król · c7 – Biały skoczek · f7 – Czarny pionek · g7 – Czarny pionek · g6 – Biały skoczek · h5 – Biały król · f1 – Biały hetman | g8 – Czarny król · c7 – Biały skoczek · f7 – Czarny pionek · g7 – Czarny pionek · g6 – Biały skoczek · h5 – Biały król · f1 – Biały hetman | g8 – Czarny król · c7 – Biały skoczek · f7 – Czarny pionek · g7 – Czarny pionek · g6 – Biały skoczek · h5 – Biały król · f1 – Biały hetman | g8 – Czarny król · c7 – Biały skoczek · f7 – Czarny pionek · g7 – Czarny pionek · g6 – Biały skoczek · h5 – Biały król · f1 – Biały hetman | g8 – Czarny król · c7 – Biały skoczek · f7 – Czarny pionek · g7 – Czarny pionek · g6 – Biały skoczek · h5 – Biały król · f1 – Biały hetman | g8 – Czarny król · c7 – Biały skoczek · f7 – Czarny pionek · g7 – Czarny pionek · g6 – Biały skoczek · h5 – Biały król · f1 – Biały hetman | g8 – Czarny król · c7 – Biały skoczek · f7 – Czarny pionek · g7 – Czarny pionek · g6 – Biały skoczek · h5 – Biały król · f1 – Biały hetman | g8 – Czarny król · c7 – Biały skoczek · f7 – Czarny pionek · g7 – Czarny pionek · g6 – Biały skoczek · h5 – Biały król · f1 – Biały hetman | 6 |
| 5 | g8 – Czarny król · c7 – Biały skoczek · f7 – Czarny pionek · g7 – Czarny pionek · g6 – Biały skoczek · h5 – Biały król · f1 – Biały hetman | g8 – Czarny król · c7 – Biały skoczek · f7 – Czarny pionek · g7 – Czarny pionek · g6 – Biały skoczek · h5 – Biały król · f1 – Biały hetman | g8 – Czarny król · c7 – Biały skoczek · f7 – Czarny pionek · g7 – Czarny pionek · g6 – Biały skoczek · h5 – Biały król · f1 – Biały hetman | g8 – Czarny król · c7 – Biały skoczek · f7 – Czarny pionek · g7 – Czarny pionek · g6 – Biały skoczek · h5 – Biały król · f1 – Biały hetman | g8 – Czarny król · c7 – Biały skoczek · f7 – Czarny pionek · g7 – Czarny pionek · g6 – Biały skoczek · h5 – Biały król · f1 – Biały hetman | g8 – Czarny król · c7 – Biały skoczek · f7 – Czarny pionek · g7 – Czarny pionek · g6 – Biały skoczek · h5 – Biały król · f1 – Biały hetman | g8 – Czarny król · c7 – Biały skoczek · f7 – Czarny pionek · g7 – Czarny pionek · g6 – Biały skoczek · h5 – Biały król · f1 – Biały hetman | g8 – Czarny król · c7 – Biały skoczek · f7 – Czarny pionek · g7 – Czarny pionek · g6 – Biały skoczek · h5 – Biały król · f1 – Biały hetman | 5 |
| 4 | g8 – Czarny król · c7 – Biały skoczek · f7 – Czarny pionek · g7 – Czarny pionek · g6 – Biały skoczek · h5 – Biały król · f1 – Biały hetman | g8 – Czarny król · c7 – Biały skoczek · f7 – Czarny pionek · g7 – Czarny pionek · g6 – Biały skoczek · h5 – Biały król · f1 – Biały hetman | g8 – Czarny król · c7 – Biały skoczek · f7 – Czarny pionek · g7 – Czarny pionek · g6 – Biały skoczek · h5 – Biały król · f1 – Biały hetman | g8 – Czarny król · c7 – Biały skoczek · f7 – Czarny pionek · g7 – Czarny pionek · g6 – Biały skoczek · h5 – Biały król · f1 – Biały hetman | g8 – Czarny król · c7 – Biały skoczek · f7 – Czarny pionek · g7 – Czarny pionek · g6 – Biały skoczek · h5 – Biały król · f1 – Biały hetman | g8 – Czarny król · c7 – Biały skoczek · f7 – Czarny pionek · g7 – Czarny pionek · g6 – Biały skoczek · h5 – Biały król · f1 – Biały hetman | g8 – Czarny król · c7 – Biały skoczek · f7 – Czarny pionek · g7 – Czarny pionek · g6 – Biały skoczek · h5 – Biały król · f1 – Biały hetman | g8 – Czarny król · c7 – Biały skoczek · f7 – Czarny pionek · g7 – Czarny pionek · g6 – Biały skoczek · h5 – Biały król · f1 – Biały hetman | 4 |
| 3 | g8 – Czarny król · c7 – Biały skoczek · f7 – Czarny pionek · g7 – Czarny pionek · g6 – Biały skoczek · h5 – Biały król · f1 – Biały hetman | g8 – Czarny król · c7 – Biały skoczek · f7 – Czarny pionek · g7 – Czarny pionek · g6 – Biały skoczek · h5 – Biały król · f1 – Biały hetman | g8 – Czarny król · c7 – Biały skoczek · f7 – Czarny pionek · g7 – Czarny pionek · g6 – Biały skoczek · h5 – Biały król · f1 – Biały hetman | g8 – Czarny król · c7 – Biały skoczek · f7 – Czarny pionek · g7 – Czarny pionek · g6 – Biały skoczek · h5 – Biały król · f1 – Biały hetman | g8 – Czarny król · c7 – Biały skoczek · f7 – Czarny pionek · g7 – Czarny pionek · g6 – Biały skoczek · h5 – Biały król · f1 – Biały hetman | g8 – Czarny król · c7 – Biały skoczek · f7 – Czarny pionek · g7 – Czarny pionek · g6 – Biały skoczek · h5 – Biały król · f1 – Biały hetman | g8 – Czarny król · c7 – Biały skoczek · f7 – Czarny pionek · g7 – Czarny pionek · g6 – Biały skoczek · h5 – Biały król · f1 – Biały hetman | g8 – Czarny król · c7 – Biały skoczek · f7 – Czarny pionek · g7 – Czarny pionek · g6 – Biały skoczek · h5 – Biały król · f1 – Biały hetman | 3 |
| 2 | g8 – Czarny król · c7 – Biały skoczek · f7 – Czarny pionek · g7 – Czarny pionek · g6 – Biały skoczek · h5 – Biały król · f1 – Biały hetman | g8 – Czarny król · c7 – Biały skoczek · f7 – Czarny pionek · g7 – Czarny pionek · g6 – Biały skoczek · h5 – Biały król · f1 – Biały hetman | g8 – Czarny król · c7 – Biały skoczek · f7 – Czarny pionek · g7 – Czarny pionek · g6 – Biały skoczek · h5 – Biały król · f1 – Biały hetman | g8 – Czarny król · c7 – Biały skoczek · f7 – Czarny pionek · g7 – Czarny pionek · g6 – Biały skoczek · h5 – Biały król · f1 – Biały hetman | g8 – Czarny król · c7 – Biały skoczek · f7 – Czarny pionek · g7 – Czarny pionek · g6 – Biały skoczek · h5 – Biały król · f1 – Biały hetman | g8 – Czarny król · c7 – Biały skoczek · f7 – Czarny pionek · g7 – Czarny pionek · g6 – Biały skoczek · h5 – Biały król · f1 – Biały hetman | g8 – Czarny król · c7 – Biały skoczek · f7 – Czarny pionek · g7 – Czarny pionek · g6 – Biały skoczek · h5 – Biały król · f1 – Biały hetman | g8 – Czarny król · c7 – Biały skoczek · f7 – Czarny pionek · g7 – Czarny pionek · g6 – Biały skoczek · h5 – Biały król · f1 – Biały hetman | 2 |
| 1 | g8 – Czarny król · c7 – Biały skoczek · f7 – Czarny pionek · g7 – Czarny pionek · g6 – Biały skoczek · h5 – Biały król · f1 – Biały hetman | g8 – Czarny król · c7 – Biały skoczek · f7 – Czarny pionek · g7 – Czarny pionek · g6 – Biały skoczek · h5 – Biały król · f1 – Biały hetman | g8 – Czarny król · c7 – Biały skoczek · f7 – Czarny pionek · g7 – Czarny pionek · g6 – Biały skoczek · h5 – Biały król · f1 – Biały hetman | g8 – Czarny król · c7 – Biały skoczek · f7 – Czarny pionek · g7 – Czarny pionek · g6 – Biały skoczek · h5 – Biały król · f1 – Biały hetman | g8 – Czarny król · c7 – Biały skoczek · f7 – Czarny pionek · g7 – Czarny pionek · g6 – Biały skoczek · h5 – Biały król · f1 – Biały hetman | g8 – Czarny król · c7 – Biały skoczek · f7 – Czarny pionek · g7 – Czarny pionek · g6 – Biały skoczek · h5 – Biały król · f1 – Biały hetman | g8 – Czarny król · c7 – Biały skoczek · f7 – Czarny pionek · g7 – Czarny pionek · g6 – Biały skoczek · h5 – Biały król · f1 – Biały hetman | g8 – Czarny król · c7 – Biały skoczek · f7 – Czarny pionek · g7 – Czarny pionek · g6 – Biały skoczek · h5 – Biały król · f1 – Biały hetman | 1 |
|   | a | b | c | d | e | f | g | h |   |

| Rozwiązanie |
| --- |
| - 1. Se6 fe6 2. Hf8+ Kh7 3. Hh8× - 1. Se6 fg6+ 2. K:g6 Kh8 3. Hf8× - 1. Se6 f6 2. Hc4! Kf7 3. Sc7!× - 1. Se6 f6 2. Hc4! Kh7 3. Sef8!× - 1. Se6 f5 2. Sg5! f4 3. Hc4× |